# Wormský konkordát

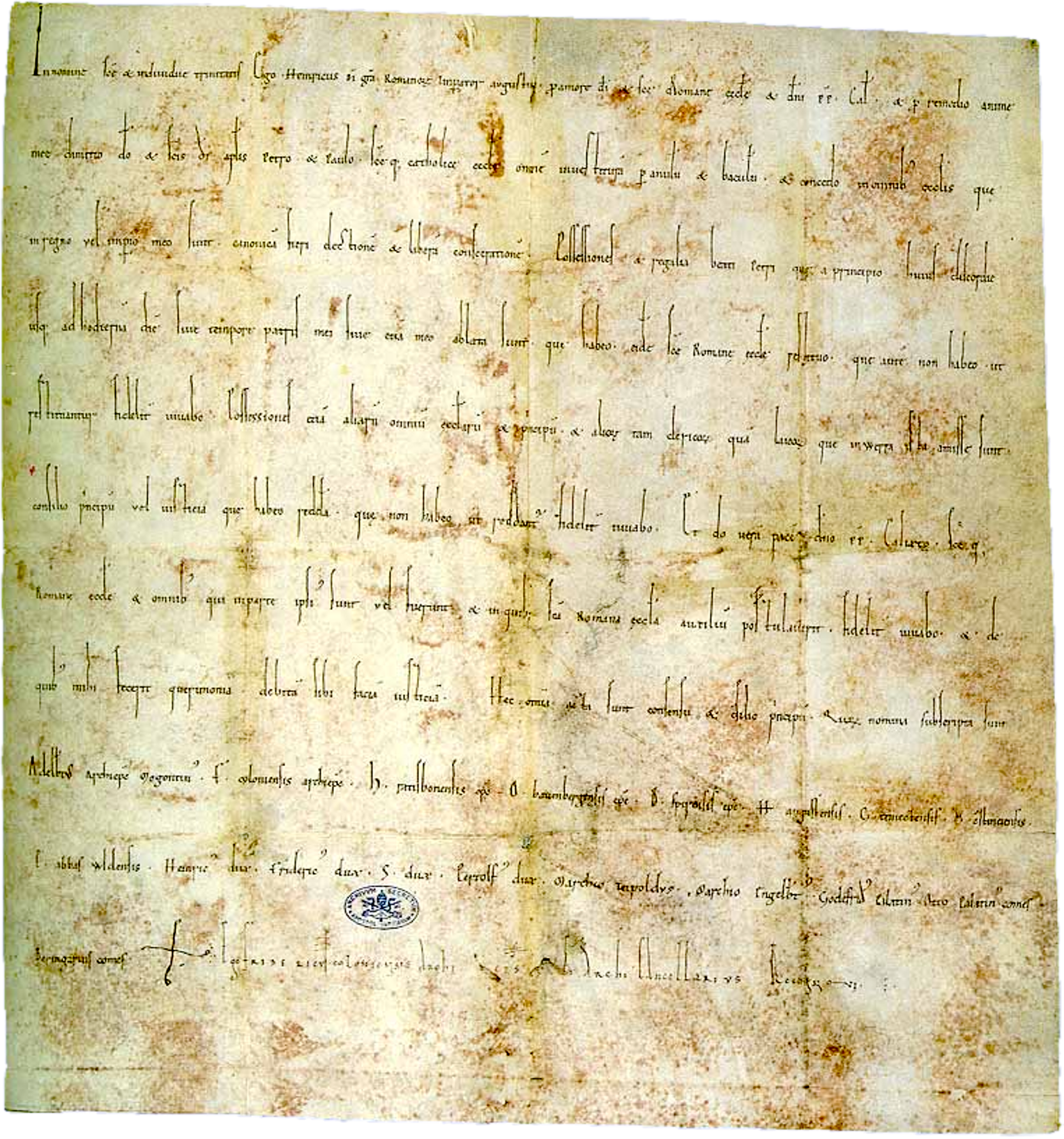
Wormský konkordát

Wormský konkordát (německy Das Wormser Konkordat, latinsky Pactum Calixtinum sive Heinricianum) byla dohoda mezi papežem Kalixtem II. a císařem Svaté říše římské Jindřichem V. z 23. září 1122.
Wormský konkordát byl potvrzen na bamberském knížecím sněmu a papež Kalixtus II. ho potvrdil na Prvním lateránském koncilu o rok později (1123). Tímto aktem se uzavřel vleklý spor o investituru (císař se investitury zřekl a souhlasil s kanonickou volbou biskupů a opatů i s udělením lenních statků duchovním, papež naproti tomu souhlasil s císařovou účastí u voleb, které nebyly pro spory kapituly nebo konventu rozhodnuty).